# Brouwerij Van Acker
Brouwerij Van Ackere of Urbain Van Acker was een brouwerij in Bassevelde in de Belgische provincie Oost-Vlaanderen. De brouwerij  was actief van 1943 tot 1957.

## Bieren[2]
- Bruine Cadzand
- Cad Export
- Cadzand Ale
- Cadzand Bier
- Cadzand Pils
- Cadzandsch Gerstebier
- Export